# Centro de salud

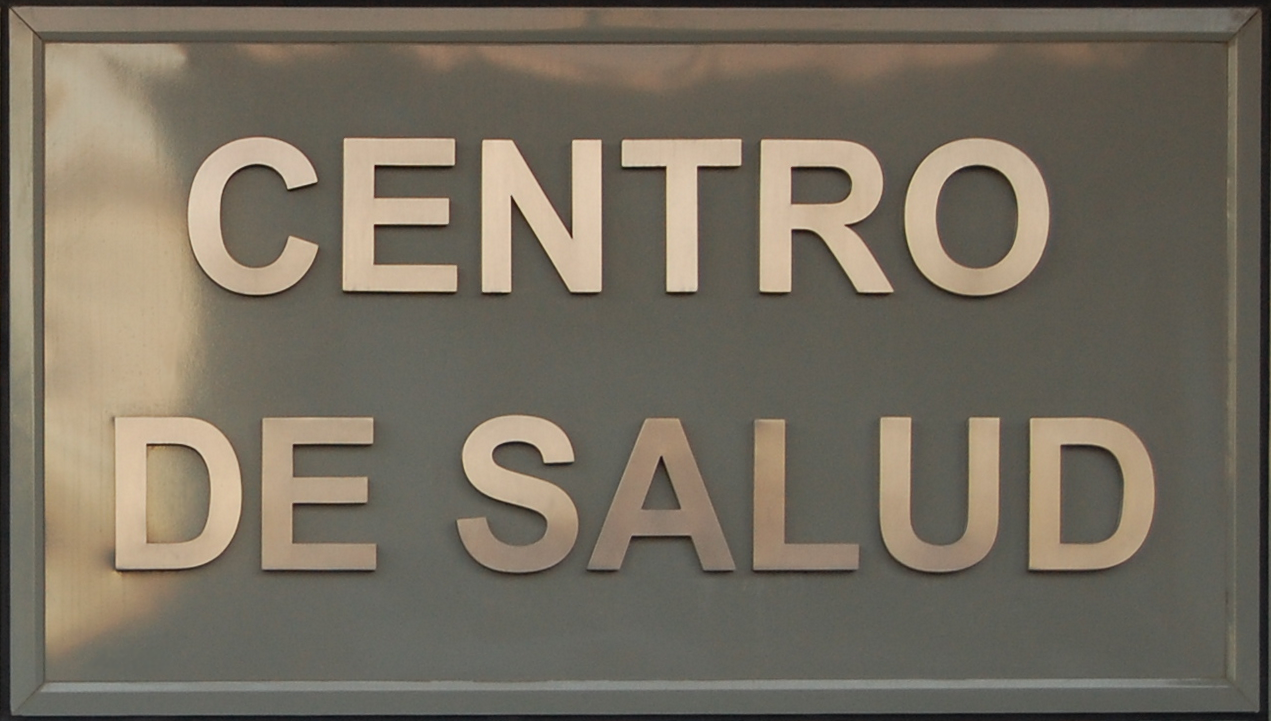
Centro de salud, cartel.

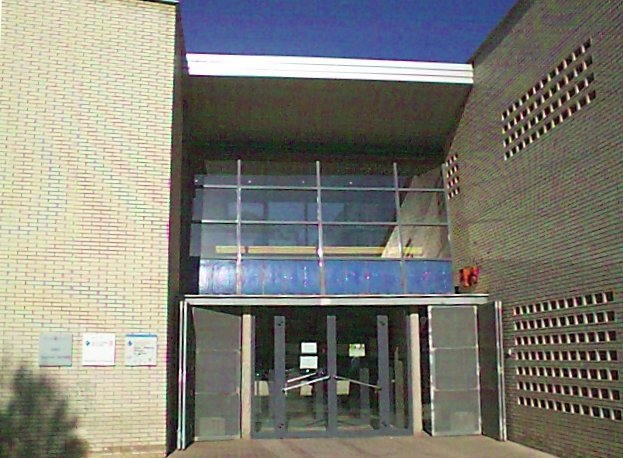
Entrada a un centro de salud.

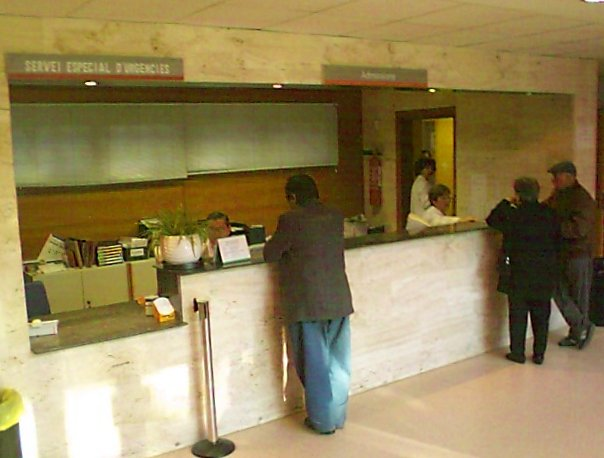
Recepción de un centro de atención primaria.

Los términos centro de salud (CS) o centro de atención primaria (CAP) se refieren al edificio donde se atiende a la población en un primer nivel asistencial sanitario. El personal y actividad asistencial del mismo puede variar de un país a otro y de un centro a otro. 

## Centro de salud en España

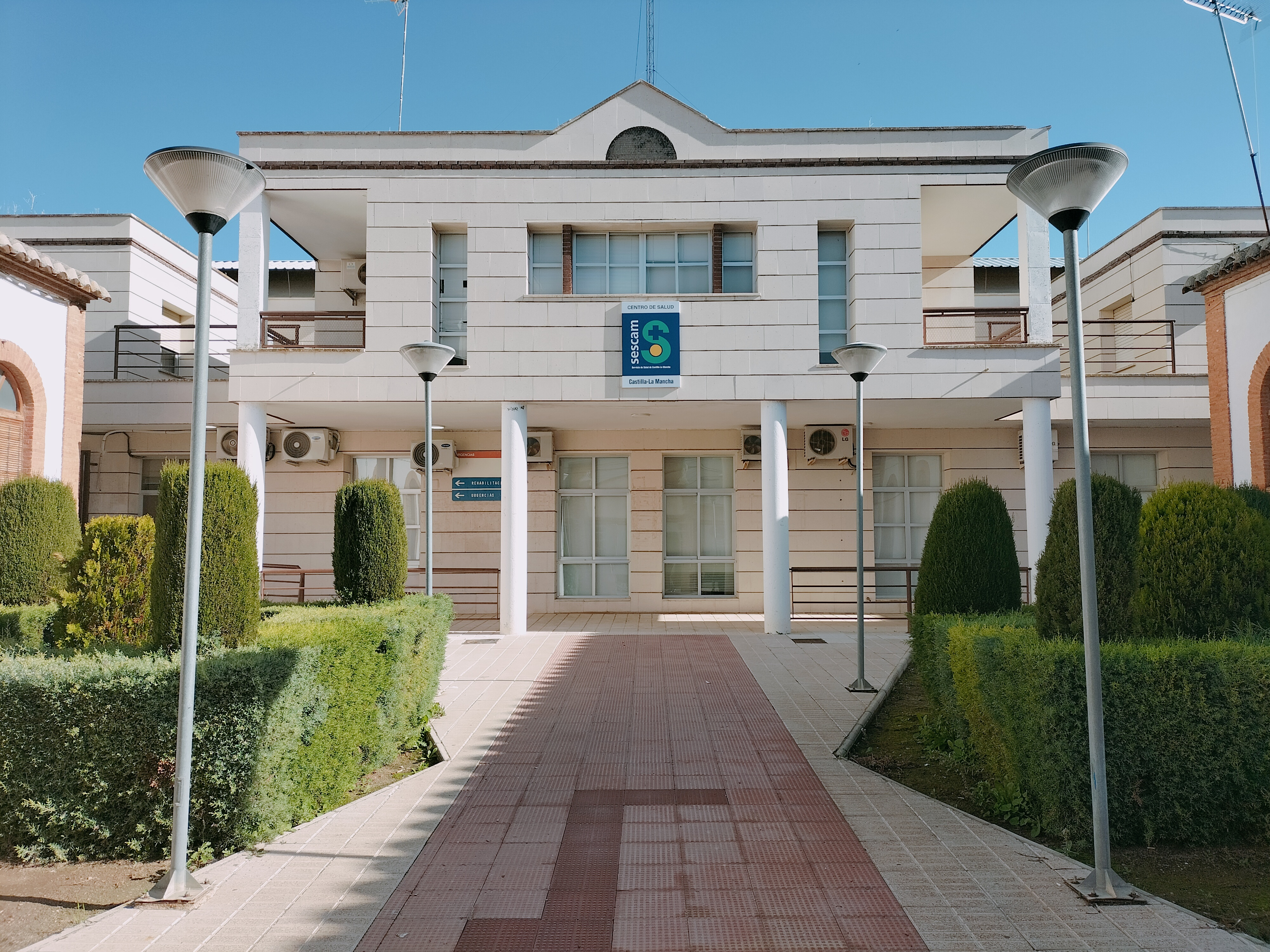
Entrada al centro de salud de Calzada de Calatrava (Provincia de Ciudad Real, España).

En España, en los CAP el núcleo básico lo componen profesionales sanitarios (médico de familia, pediatra y enfermería), así como el personal administrativo. Sin embargo, cada vez es más frecuente encontrar a otros profesionales (trabajador social, matrona, odontólogo, psicólogo, psiquiatra, reumatólogo, etc.) que están ampliando el espectro de servicios ofrecidos en los centros de salud, aunque está en discusión sus aportaciones a la atención primaria.
Un consultorio médico hace referencia a una estructura sanitaria más pequeña, generalmente localizada en un pueblo, y con menos profesionales. Como mínimo lo compone un médico rural. Uno o varios consultorios suelen depender organizativamente de un centro de salud de referencia.
En España se considera un ambulatorio a un policlínico en el que trabajan varias especialidades médicas, y excepcionalmente médicos generales.
En un centro de salud español normalmente existe un servicio de recepción o acogida de los ciudadanos que acuden al CAP o se dirigen vía telefónica al mismo o por internet. Este servicio da satisfacción directa a demandas concretas, como pueda ser entrega y recogida de documentación, información, etc, o bien programa vistas para los diferentes profesionales que prestan sus servicios en el CS.
Habitualmente en el CAP existen consultas o despachos para los diferentes profesionales o servicios ofertados, también pueden existir zonas para extracción de muestras sanguíneas para análisis, área de atención de urgencias con equipamientos apropiados (carro de curas, electrocardiógrafo, material para oxigenoterapia, desfibrilador, medicación de urgencias, etc.).

### Zona básica de salud
Es el territorio de actuación de un Equipo de Atención Primaria. Con demarcación poblacional y geográfica. Accesible desde todos los puntos y capaz de proporcionar una atención de salud continuada, integral y permanente. Atiende entre unos 5.000 y 25.000 habitantes.

### Equipo de Atención Primaria
Conjunto de profesionales sanitarios y no sanitarios que actúan en la zona básica de salud y se ubican en el centro de atención primaria. Está compuesto por médicos (médicos de familia, pediatras), enfermeras, fisioterapeutas, matronas, odontólogos, y personal administrativo entre otros.